# Crepi l'astrologo
Crepi l'astrologo (The Heavenly Body) è un film del 1944 diretto da Alexander Hall e Vincente Minnelli.
È una commedia romantica statunitense con William Powell, Hedy Lamarr e James Craig.

## Trama
All'osservatorio spaziale del Monte Jefferson, non lontano da Los Angeles, il noto astronomo William S. Whitley è molto impegnato nel suo lavoro a causa della scoperta di una nuova cometa. La  giovane moglie di Bill, Vicky, è molto orgogliosa di lui ma al tempo stesso soffre la sua solitudine domestica a causa degli impegni lavorativi anche notturni del marito. Di conseguenza la donna accetta di visitare la signora Margaret Sibyll, un'astrologa raccomandata dalla sua vicina di casa nonché nota ficcanaso, Nancy Potter, anche sapendo che Bill la disapproverebbe. Dopo aver letto brevemente la carta astrologica di Vicky, la signora Sibyll predice che "qualcosa di importante" le accadrà molto presto. Più tardi, a casa, Vicky confessa a Bill che a causa degli aspetti astrologici che la riguardano, ella deve attenersi a dei rigidi comportamenti, come il non poter baciare il marito di martedì. Bill è incredulo per il coinvolgimento di Vicky in quelle che considera delle fantasia senza basi scientifiche, ma non è in grado di dissuaderla. 
Tempo dopo, Vicky si presenta all'osservatorio di Bill per informarlo che intende lasciarlo preventivamente per un "uomo che la ama davvero". Vicky spiega che, poiché la signora Sibyll ha predetto che incontrerà il suo uomo "dei sogni" entro due settimane, vuole rendersi disponibile fin da subito per quello che considera l'incontro con l'uomo della sua vita. Bill riesce a resistere fino a quando Vicky non decide di dormire in camere separate. Sempre più esasperato, l'uomo prende residenza all'osservatorio astronomico e tenta di concentrarsi su una conferenza che ha in programma in merito alla cometa da lui scoperta. 
Due settimane dopo, poco prima di mezzanotte, Vicky chiama Bill al lavoro e gli rivela che, poiché l'uomo dei suoi sogni non è apparso, deve accettare l'idea che la signora Sibyll si sia sbagliata e che ella ora desidera solo ricongiungersi a lui. Sollevato, Bill corre a casa, ma prima del suo arrivo, Vicky incontra Lloyd X. Hunter, il bel guardiano notturno che fa la ronda nel quartiere allo scopo di far rispettare il coprifuoco per la prevenzione dei raid aerei (siamo ancora infatti nel periodo bellico del secondo conflitto mondiale). Sebbene Lloyd, un ex corrispondente straniero, si adatti alla descrizione della signora Sibyll dell'amante dei sogni di Vicky, Bill non sospetta dell'interesse di sua moglie per il guardiano fino a che lei non lo confessa apertamente. 
Il giorno dopo, Lloyd torna dai Whitley per prendere una borsa che aveva lasciato la sera prima e rimane sbalordito quando Bill gli rivela il piano di Vicky di renderlo il suo secondo marito. Lloyd in un primo momento accetta il suggerimento di Bill di sparire per evitare Vicky, ma poi ci ripensa e confessa di essere anch'egli attratto dalla donna. 
Più tardi un distratto Bill si presenta all'osservatorio per l'incontro  importantissimo con la comunità scientifica in occasione dell'impatto che la "sua" cometa sta per avere con la Luna. Attraverso uno stratagemma nel frattempo, è riuscito a separare Lloyd da Vicky. Mentre sta per iniziare la sua conferenza tuttavia, Bill guarda attraverso un piccolo telescopio che è uso utilizzare per controllare Vicky e vede che la donna è andata inaspettatamente alla loro baita di montagna, lo stesso luogo in cui egli ha inviato Lloyd. Bill continua la sua lezione in modo incoerente, e perde anche l'attimo in cui la cometa si schianta sulla Luna. In seguito, si precipita alla baita e trova Lloyd che incanta Vicky suonandole canzoni con la chitarra. Insistendo con Bill sul fatto che è venuta alla baita proprio per allontanarsi da Lloyd, Vicky si dice però convinta che l'incontro casuale sia un'ulteriore prova che ella è destinata a stare con l'uomo. 
Il giorno dopo, Bill ha l'idea di rubare l'oroscopo settimanale di Vicky prima che lei lo legga e sostituirlo con uno che predica il proprio infausto destino, allo scopo di ritrovare le attenzioni della moglie. Un'ansiosa Vicky chiama la signora Sybill per chiedere conferma della sconvolgente predizione, non sapendo che Bill è con l'astrologa e che la sta minacciando promettendo di rivelare fantomatici segreti che la riguardano se lei non sostiene il suo gioco. Come sperato, la terribile "prognosi" di Bill ritarda l'abbandono di Vicky e riempie al tempo stesso Lloyd di gelosia. Anche dopo che l'astemio Bill si ubriaca con un toelettatore di cani russo, che sta spacciando per il suo dottore, Vicky è ancora molto preoccupata per la sua salute. Poi, proprio mentre Bill con fare melodrammatico inizia a scrivere il suo testamento, Vicky viene convocata dall'astrologa Sibyll, che le confessa di avere in passato ingannato il governo in merito a delle razioni alimentari ricevute impropriamente e che tale azione è stata ora  portata a conoscenza delle autorità da lei stessa, in modo da non avere più scheletri nell'armadio e poter così rivelare a Vicky la menzogna ordita da Bill. A casa dei Whitley intanto, Lloyd racconta a Bill della chiamata della signora Sibyll. Ora l'uomo, sicuro che Vicky sarà veramente furiosa con lui e non lo perdonerà, si convince di avere definitivamente perduto la partita e decide di allontanarsi di casa. Con sgomento di Lloyd, Vicky è invece toccata da quanto Bill si è spinto a fare per riconquistarla. 
Dopo tre settimane, tuttavia, Bill è ancora scomparso e Vicky, convinta di averlo perduto, decide di partire per Reno. Lungo la strada, si ferma all'osservatorio e dà una sbirciatina nostalgica attraverso il telescopio che Bill usava per guardare lei a casa. Osservando anche la baita di montagna, con sua sorpresa scopre che Bill si è rifugiato proprio lì. Si precipita quindi da lui e, poiché entrambi sono ancora innamorati, si riconciliano immediatamente.

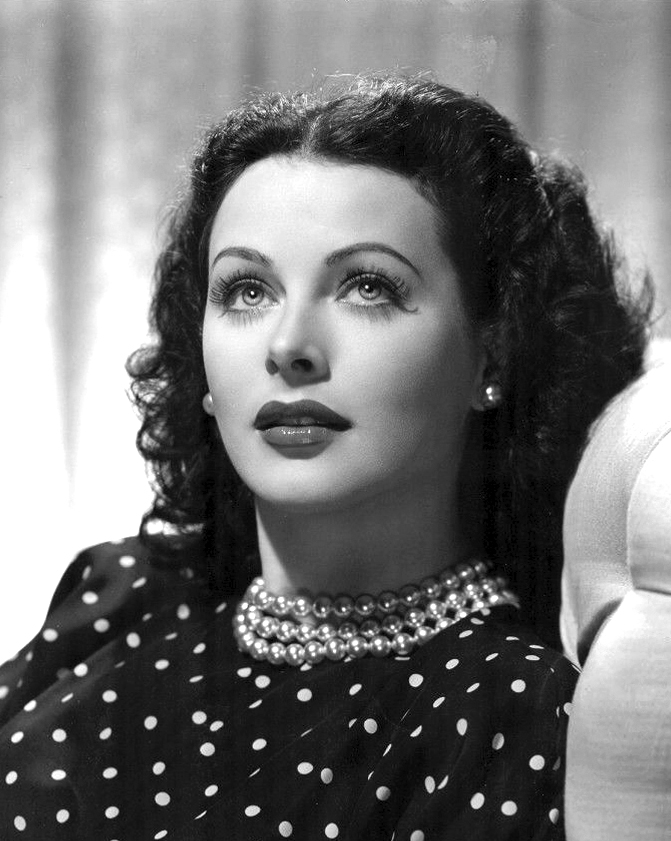
Hedy Lamarr in una foto pubblicitaria del film

## Produzione
Il film, diretto da Alexander Hall e Vincente Minnelli (quest'ultimo, non accreditato, diresse solo alcune parti dopo che Hall dovette tornare, per contratto, a lavorare per la Columbia per dirigere L'ottava meraviglia) su una sceneggiatura di Michael Arlen, Walter Reisch e Harry Kurnitz e un soggetto di Jacques Théry, fu prodotto da Arthur Hornblow Jr. per la Metro-Goldwyn-Mayer e girato nei Metro-Goldwyn-Mayer Studios a Culver City, California, dal 4 maggio all'inizio di agosto 1943. Il titolo di lavorazione fu  The Stars Can Wait.
Fu il secondo film interpretato dalla coppia William Powell/Hedy Lamarr dopo il grande successo de La banda Pelletier. Powell tornava alla recitazione dopo due anni di pausa.

## Distribuzione
Il film fu distribuito con il titolo The Heavenly Body negli Stati Uniti nell'aprile 1944 (première a New York il 23 marzo 1944) al cinema dalla Metro-Goldwyn-Mayer.
Altre distribuzioni:
- in Portogallo il 26 dicembre 1944 (Rival nas Alturas)
- in Svezia il 19 marzo 1945 (Kärlek och astronomi)
- in Finlandia il 5 settembre 1947 (Le corps céleste)
- in Francia il 4 maggio 1949 (Le corps céleste)
- in Italia (Crepi l'astrologo)
- in Spagna (Mundo celestial)
- in Finlandia (Rakkautta ja tähtitiedettä)
- in Brasile (Um Rival nas Alturas)

## Promozione
La tagline è: " There's something new under the moon!".